# Wiktor Franzewitsch Gaidukewitsch
Wiktor Franzewitsch Gaidukewitsch (russisch Виктор Францевич Гайдукевич; alternative Transliteration Viktor Francevič Gajdukevič; * 30. Oktoberjul. / 12. November 1904greg. in Sankt Petersburg; † 9. Oktober 1966 in Kertsch) war ein sowjetischer Klassischer Archäologe, der sich besonders um die Erforschung des Bosporanischen Reiches verdient gemacht hat.

## Leben
Nach dem Studium in Leningrad ging er 1928 an das archäologische Museum der Stadt Kertsch auf der Krim und nahm an Ausgrabungen in Phanagoreia, Kytaia und Chersones teil. Bereits zwei Jahre später erhielt er eine Stelle als Aspirant am Leningrader Institut für Geschichte und Linguistik. Nach dem Abschluss der Aspirantur 1932 wurde er wissenschaftlicher Mitarbeiter der Staatlichen Akademie für die Geschichte der Materiellen Kultur (GAIMK), dem führenden archäologischen Institut der Sowjetunion, wo er bis zu seinem Tod tätig war.
Im Juni 1938 wurde er ohne Verteidigung einer Dissertation zum Kandidaten der Geschichtswissenschaften promoviert. Darauf lehrte er auch an der Universität Leningrad. Im Jahr 1950 verteidigte er seine Doktor-Dissertation über das Bosporanische Reich mit Erfolg für die Promotion zum Doktor der Geschichtswissenschaften.

## Forschungen
Die wissenschaftliche Tätigkeit Gaidukewitschs konzentrierte sich auf die Archäologie der Krim. Ab 1934 organisierte er über viele Jahre hinweg die von ihm initiierte „Bosporus-Expedition“. Sie hatte zur Aufgabe, die kleineren antiken griechischen Koloniestädte rund um die Straße von Kertsch (den sogenannten „Kimmerischen Bosporus“) zu erforschen, aus denen im 5. Jahrhundert v. Chr. das Bosporanische Reich hervorgegangen war. Zu den bedeutendsten Forschungsergebnissen Gaidukewitschs zählt dabei die Ausgrabung und Dokumentation der Festung Iluraton. Daneben grub er die Siedlungen Tiritaka und Mirmeky aus und erforschte 1942/1943 bei archäologischen Untersuchungen anlässlich der Errichtung des Farkhad-Staudamms antike usbekische Kulturen.
Neben der konkreten Erforschung der Bodendenkmäler und sonstigen archäologischen Hinterlassenschaften versuchte er aber auch deren historischen Hintergrund zu erhellen: Sein Interesse galt besonders den vielfältigen wirtschaftlichen und kulturellen Beziehungen und der gegenseitigen Akkulturation zwischen den griechischen Kolonisten einerseits und der Urbevölkerung der nördlichen Schwarzmeerküste andererseits. So untersuchte er in mehreren Einzelstudien das antike Handwerk in der bosporanischen Region, vor allem die Keramikproduktion, die Weberei und den Weinbau. Sein Hauptwerk ist die 1949 erstmals in russischer Sprache erschienene „Geschichte des Bosporanischen Reiches“. 1971 wurde es erweitert und vollständig aktualisiert posthum durch Gottfried Janke in einer deutschen Fassung herausgegeben. Das 600 Seiten umfassende Buch gilt gerade in der westeuropäischen Forschung bis heute als Standardwerk und beinhaltet gleichermaßen eine detaillierte Darstellung des archäologischen und literarischen Befundes zum Thema wie auch eine Analyse der wichtigsten Forschungsfragen, wenngleich es heute nicht mehr den aktuellen Forschungsstand widerspiegelt. Eine Schülerin Gaidukewitschs war Ljudmila Galanina.

## Werke (Auswahl)
- 1934: Античные керамические обжигательные печи. По раскопкам в Керчи и Фанагории в 1929—1931 гг. („Antike Keramiköfen. Die Ausgrabungen in Kertsch und Phanagoria 1929–1931.“)
- 1949: Боспорское царство („Das Bosporanische Reich.“)
  - Deutsche Übersetzung 1971: Das Bosporanische Reich. Akademie-Verlag, Berlin, mit Verlag Hermann Böhlaus Nachf., Wien/Köln/Graz.
- 1952: К вопросу о ткацком ремесле в боспорских поселениях („Zum Webereihandwerk in den bosporanischen Siedlungen.“)
- 1958: Виноделие на Боспоре („Die Weinbereitung im Bosporanischen Reich.“)
- 1959: Некрополи некоторых боспорских городов („Die Nekropolen einiger bosporanischer Städte.“) In: Материалы и исследования по археологии СССР („Materialien und Untersuchungen zur Archäologie der UdSSR“), Band 69, 1959, S. 155–238.
- 1959: Мирмекий. („Myrmekion“)
- 1962: Еще о восстании Савмака. („Nochmals zum Aufstand des Saumakos“) In: Вестник древней истории („Zeitschrift für alte Geschichte“), 1962, Nummer 1.
- 1963: Раскопки Мирмекия (1956–1961) („Die Ausgrabungen in Myrmekion.“)